# Cantorova věta
Cantorova věta je jedním ze silných výsledků teorie množin, který je přitom dosažen jejími nejjednoduššími prostředky. Její znění je následující:
Pro libovolnou množinu {\displaystyle x\,\!} má potenční množina {\displaystyle \mathbb {P} (x)} obsahující všechny podmnožiny množiny {\displaystyle x\,\!} vyšší mohutnost než {\displaystyle x\,\!}.

## Význam a důsledky
Tato věta má zajímavé důsledky především pro nekonečné množiny: pro každou nekonečnou množinu existuje množina s větší mohutností (tj. množina ještě o hodně „nekonečnější“ než původní množina). Například množina všech množin přirozených čísel má větší mohutnost, než samotná množina přirozených čísel.
K důkazu sporem je použita obdoba Cantorovy diagonální metody – pro každé myslitelné vzájemně jednoznačné zobrazení množiny x na množinu {\displaystyle \mathbb {P} (x)} lze sestrojit prvek množiny {\displaystyle \mathbb {P} (x)}, který do tohoto zobrazení nepatří.
Cantorova věta a její důsledky pro nekonečné množiny stojí na poměrně silných předpokladech – potřebují axiomaticky zaručenou existenci nekonečné množiny a existenci potenční množiny {\displaystyle \mathbb {P} (x)} ke každé množině, jak je tomu například v Zermelově–Fraenkelově teorii množin s jejím axiomem nekonečna a axiomem potence. Například v alternativní teorii množin není díky odlišné axiomatické soustavě podobný výsledek dosažitelný.
V klasické intuitivní teorii množin, která nestála na axiomatických základech, ale chápala množiny jako libovolné dobře definované soubory objektů, vedla Cantorova věta ke Cantorovu paradoxu: Pokud je {\displaystyle \mathbb {V} } množina všech množin, pak množina {\displaystyle \mathbb {P} (\mathbb {V} )} všech jejích podmnožin má větší mohutnost než {\displaystyle \mathbb {V} }, což je spor.

## Důkaz
Nechť {\displaystyle X\,\!} je libovolná množina a {\displaystyle P(X)\,\!} množina všech podmnožin {\displaystyle X\,\!} (potenční množina). Tvrzení, že {\displaystyle P(X)\,\!} má větší mohutnost než {\displaystyle X\,\!}, je ekvivalentní tomu, že neexistuje zobrazení z {\displaystyle X\,\!} do {\displaystyle P(X)\,\!}, které by bylo na (surjektivní). Toto ukážeme sporem:
Nechť existuje zobrazení {\displaystyle f:X\rightarrow P(X)}, které je na. Tedy pro každý prvek {\displaystyle A\in P(X)} (A je množina!) existuje nějaké {\displaystyle x\in X} tak, že {\displaystyle f(x)=A\,\!}.
Nyní definujme podmnožinu {\displaystyle Y\subset X}
{\displaystyle Y=\{x\in X:x\notin f(x)\}}.
{\displaystyle Y} obsahuje ty prvky {\displaystyle X}, které nejsou ve svém obrazu daném zobrazením {\displaystyle f}. {\displaystyle Y} je zřejmě podmnožina {\displaystyle X} a tedy musí existovat {\displaystyle y\in X} tak, že {\displaystyle Y=f(y)\,\!}. Mohou tedy nastat dvě možnosti:
1. {\displaystyle y\in Y}, to je ale spor s definicí {\displaystyle Y}, podle které {\displaystyle y\notin f(y)}, ale {\displaystyle f(y)=Y\,\!},
2. {\displaystyle y\notin Y}, jenže pak z definice {\displaystyle Y}plyne {\displaystyle y\in f(y)} a podle předpokladu {\displaystyle Y=f(y)} musí platit {\displaystyle y\in Y}, což je opět spor.

Existence zobrazení {\displaystyle f:X\rightarrow P(X)}, které je na, vede ke sporu a tedy {\displaystyle P(X)\,\!} má vždy větší mohutnost než {\displaystyle X\,\!}.